# David et Jonathan
David et Jonathan — французский поп-дуэт второй половины 80-х годов XX века.
В состав дуэта входили Давид Маруани (David Marouani, р. 13 сентября 1969) и Джонатан Бермуд (Jonathan Bermudes, р. 8 февраля 1968).
Наибольшего успеха группа добилась со своей первой песней «Bella vita» (1986). За ней последовали ещё несколько успешных синглов — «Gina», «Est-ce que tu viens pour les vacances?» и «Cœur de gosse».
При этом два из четырёх первых синглов дуэта вошли в лучшую тройку национального хит-парада Франции.
Несколько песен для группы, в том числе «Est-ce que tu viens pour les vacances?», написал Дидье Барбеливьен.
В 1989 музыканты выпустили по первому сольному синглу, а в 1990 дуэт окончательно прекратил своё существование. Однако поодиночке успеха им достичь не удалось.
О жизни Маруани и Бермуда после распада дуэта известно очень мало. Джонатан Бермуд занялся художественным искусством — он расцвечивает и коллажирует фотографии звёзд. Принимает участие в «домашних» и международных выставках.

## Дискография

### Синглы
- 1986: «Bella vita» (2-е место во французском хит-параде, Золотой диск)
- 1987: «Gina» — (18-е место в хит-параде Франции, Серебряный диск)
- 1988: «Est-ce que tu viens pour les vacances?» (номер 3 во Франции, Золотой диск)
- 1988: «Cœur de gosse» — (26-е место во Франции)
- 1989, январь: «Pour toi Arménie» (песня вошла в благотворительный сборник «Aznavour pour l’Arménie», выпущенный через месяц после землетрясения в Армении 7 декабря 1988 года)
- 1989: «Envie de pleurer» (Давид Маруани)
- 1989: «Mes Nuits au soleil» (Джонатан Бермуд)
- 1991: «Les mots d’envie» (Давид Маруани)
- 1991: «Fais pas semblant» (Давид Маруани)